# 中国地质科学院
中国地质科学院（英語：Chinese Academy of Geological Sciences，简称中国地科院）成立于1956年，是中国地质调查局直属地质科研事业单位，1999年重组成为非营利科研机构。现任院长为李金发，院址为中国北京市西城区百万庄大街26号。

## 历史
中国地质科学院于1956年成立，原名为地质科学院，是中华人民共和国成立初期最早建立的几个科学研究院之一。自20世纪60年代开始，中国地质科学院开始进行研究生教育。1975年，地质科学院更名为现名中国地质科学院。1981年，经国务院学位委员会批准，中国地质科学院成为有权授予博士和硕士学位的科研单位。1991年，经全国博士后管理委员会批准，中国地质科学院建立了地质学博士后流动站。1999年，中国地质科学院进行改组，院长、党委书记、常务副院长从此由部党组任命。2005年1月，中国地质科学院整体划归中国地质调查局直接管理。2018年6月，中国地质科学院创刊的《中国地质（英文版）（China Geology）》正式开始发行。

## 现况
中国地质科学院目前共下属8个单位，分别为院部、地质研究所、矿产资源研究所、地质力学研究所、水文地质环境地质研究所（河北省石家庄市）、地球物理地球化学勘查研究所（河北省廊坊市）、岩溶地质研究所（广西壮族自治区桂林市）、国家地质实验测试中心。另外，中国地质科学院先后建立了2个国际研究中心、3个国家级平台。除此之外，中国地质科学院还设有研究生院，具有2个博士学位授权一级学科点和2个博士后科研流动站，其中包括8个博士学位授权专业和11个硕士学位授权专业，是目前中华人民共和国自然资源部唯一具有博士、硕士学位授予权和博士后科研流动站的科研机构。